# Медведєва Олена Анатоліївна
Олена Анатоліївна Медведєва — дитяча письменниця, журналістка. Член Національної спілки письменників України та Національної спілки журналістів України, лауреат літературних премій ім. Михайла Дубова та Уласа Самчука.

## Життєпис
Народилася та живе в Рівному. Із відзнакою закінчила факультет журналістики Львівського університету ім. Франка. Пізніше здобула фах юриста й психолога.
Автор книг для дітей, серед яких: «Золоте Курча», «По цей бік неба», «Рівненський буквар» (найкраще видання Рівненщини 2018 року), «Кольорові равлики», «Дванадцять облич радості», «Крамниця часу», «Таємниця з кавуновим присмаком», «Метрополітен жовтого крота»,« Піксельний Миколай».
Є ініціатором створення авторського видавництва книг ручної роботи «Креативна книга». Саме їй належить ідея щодо започаткування мистецького книготворення, індивідуального виготовлення недрукованих, зокрема вишитих, книг. Офіційний автор трьох вишиваних шрифтів, власник торговельної марки «Креативна книга». Майстриня вишиває трьома мовами: українською, англійською та польською.
Майстер народної творчості Олена Медведєва вишила повні тексти «Євангелія від Івана», «Євангелія від Марка», «Євангелія від Луки», «Євангелія від Матвія» розмір сторінок яких 60х42 см. Їх розміщено в новій експозиції Острозького Музею книги і друкарства на Рівненщині. Кожна книга має палітурки, обтягнуті шкірою, і виставлена у спеціальному дерев'яному футлярі, оздобленому художньою різьбою.
Раніше Олена вишила «Кобзар» Тараса Шевченка 1840 року видання (формат 36, 5х26 см), збірки поезій (розмір 60х42 см): Івана Франка «Народна пісня», Ліни Костенко «Я мальву поцілую у щоку», Адама Міцкевича «Ода молодості».
Створила серію «Креативна книга», де тексти теж вишиті.

## Видавнича діяльність
Восени 2013 року у видавництві книг ручної роботи «Креативна книга» побачив світ перший ексклюзивний вишитий Шевченковий «Кобзар». Олена Медвєдєва власноруч вишила всі поетичні твори Тараса Григоровича, які були розміщені в першому «Кобзарі» 1840 року без скорочення. Художній редактор книги — Анна Тимошок. У 2013 році вони стали номінантами на здобуття Національної премії України імені Тараса Шевченка.
2014 року були вишиті дві книги іноземними мовами — Adam Mickiewicz «Oda do Młodości» та «Bible Psalms».Очолює громадську організацію «Центр креативу», є громадською діячкою, волонтеркою.
2016 рік — в Україні з'являється перша вишита книга-фоліант Івана Франка «Народна пісня», до якої увійшла патріотична та пісенна лірика великого Каменяра. Кожна сторінка книги оздоблена вигаптуваним візерунком із улюбленої вишиванки Івана Яковича. Усіх вишитих віршів у збірці понад сорок.
У березні 2018 року побачила світ вишивана книга Ліни Костенко «Я поцілую мальву у щоку». У ній зібрано і вигаптовано 72 поезії. Цього ж року до дня Великодня були представлені спільноті поціновувачів українського народного та сакрального мистецтва чотири вишиті Євангелії українською мовою без скорочення.
У лютому 2019 року світ побачила перша мініатюра Лесі Українки «Лісова пісня». Згодом з'явилися ще дві мініатюри: Тараса Шевченка «Кобзар» та Івана Франка «Каменярі».
У листопаді 2019 року встановила Національний рекорд України — вишила вручну найбільшу книгу-фоліант.
У січні 2020 року Олена Медведєва презентувала українському суспільству ексклюзивну вишиту власноруч і без скорочення книгу-фоліант Лесі Українки «Лісова пісня» 1914 року видання.
Техніка виконання (переплетіння) кожної арт-книги індивідуальна, розроблена Оленою Медведєвою та майстрами Рівного. Тексти вишиваються технікою стебнівка.